# ISO 3166-2:KR
ISO 3166-2:KR — стандарт Международной организации по стандартизации, который определяет геокоды. Является подмножеством стандарта ISO 3166-2, относящимся к Республики Корея. Стандарт охватывает 1 город особого статуса, 6 городов метрополий и 9 провинций. Каждый геокод состоит из двух частей: кода Alpha2 по стандарту ISO 3166-1 для Республики Корея — KR и дополнительного кода, записанных через дефис. Дополнительный код образован двухсимвольным числом. Геокоды городов и провинций Республики Корея являются подмножеством кодов домена верхнего уровня — KR, присвоенного Республике Корея в соответствии со стандартами ISO 3166-1.

## Геокоды Республики Корея
Геокоды 1 города особого статуса, 6 городов метрополий и 9 провинций административно-территориального деления Республики Корея.
| Геокод | Административная единица | Статус                |
| ------ | ------------------------ | --------------------- |
| KR-11  | Сеул                     | город особого статуса |
| KR-26  | Пусан                    | город метрополия      |
| KR-27  | Тэгу                     | город метрополия      |
| KR-28  | Инчхон                   | город метрополия      |
| KR-29  | Кванджу                  | город метрополия      |
| KR-30  | Тэджон                   | город метрополия      |
| KR-31  | Ульсан                   | город метрополия      |
| KR-41  | Кёнгидо                  | провинция             |
| KR-42  | Канвондо                 | провинция             |
| KR-43  | Чхунчхон-Пукто           | провинция             |
| KR-44  | Чхунчхон-Намдо           | провинция             |
| KR-45  | Чолла-Пукто              | провинция             |
| KR-46  | Чолла-Намдо              | провинция             |
| KR-47  | Кёнсан-Пукто             | провинция             |
| KR-48  | Кёнсан-Намдо             | провинция             |
| KR-49  | Чеджудо                  | провинция             |

## Геокоды пограничных Республики Корея государств
- Северная Корея — ISO 3166-2:KP (на севере),
- Япония — ISO 3166-2:JP (на востоке, на юго-востоке (морская граница)).
- Китай — ISO 3166-2:CN (на западе (морская граница)).